# Кріль Богдан Сергійович
Кріль Богдан Сергійович (1992—2022) — український військовослужбовець, лейтенант підрозділу ОЗСП «Азов», який загинув під час героїчної оборони Маріуполя від російських загарбників після повномасштабного російського вторгнення в Україну в 2022 році.

## Життєпис
Народився 17 травня 1992 року в сім'ї військовослужбовця у місті Кам'янець-Подільський (Хмельницької області). В дитинстві з батьками переїхав до Львова. Богдан був неординарною дитиною, вже з раннього віку мав власну думку, його не можливо було примусити робити, те чого він не хотів, мав загострене відчуття справедливості.  
Богдан Кріль навчався у ліцеї №2 Львівської міської ради, був неформальним лідером класу. Улюбленим предметом у школі була історія. Ще у школі Богдан вирізнявся філософським поглядом на життя.  Всупереч відомому афоризму давньогрецького поета Арістофана: "Батьківщина - там, де тобі добре", Богдан в одному зі своїх шкільних творів написав: "Добре там, де - Батьківщина".  
В середніх класах Богдан став активним учасником історико-краєзнавчого гуртка, захоплювався пішим туризмом, щоліта проходив таборування в Карпатах.  
З 5-го класу Богдан займався гандболом. Любов до змагань, здорового способу життя та патріотичні переконання в 2006 році привели Богдана до фанатського сектору "Карпат".  Відтоді він став відомий як «Бодя Пірат». Богдан був одним із лідерів футбольного фанатського руху команди «Карпати». Юнак шукав себе у спорті: займався боксом, кікбоксингом та іншими єдиноборствами та зрештою знайшов для себе улюблений вид - кудо. У 2010 році став призером чемпіонату України з кудо.  
Закінчив філософський факультет Львівського національного університету імені Івана Франка за спеціальністю «Політологія» та військову кафедру при Національній академії сухопутних військ імені гетьмана Петра Сагайдачного. Організовував національно-патріотичні акції, зокрема Марш Величі Духу-2010. Став співорганізатором першої смолоскипної ходи на честь Героїв Крут. 
Брав активну участь у Революції Гідності як у Львові, так і в Києві. Був активним учасником АТО, як офіцер окремого загону спецпризначення «Омега» виконував бойові завдання у протидії збройній агресії російської федерації на Сході України. 
Із 2021 року перебував на службі у лавах полку «Азов». З моменту повномасштабного вторгнення кілька тижнів батьки не мали зв'язку з сином. Богдан брав участь у вуличних боях із російськими загарбниками в Маріуполі. На "Азовсталі" Богдан отримав новий позивний "БоЯр" (Богдан з Яру), який пов'язаний з унікальними ландшафтами Поді́льських То́втр довкола села Лисець, звідки походить родина Богдана.. В кінці березня під час одного з вуличних боїв отримав важке проникаюче поранення обидвох очей. З травня обстріл Азовсталі став ще інтенсивнішим, кожні 8 хвилин відбувалися ворожі атаки на завод. 
У бункер, де знаходився Богдан 5 травня прилетіла бомба, але не розірвалася.  
До останнього дня Богдан зберігав силу духу та не розповідав рідним про важкі болі та пекельні випробування, які випали на його долю. Богдан, говорив батькам, що він щасливий перебувати на Азовсталі разом із своїми бойовими побратимами, він почуває себе тут, як у своєму родинному колі. Кожну розмову із рідними Богдан завершував словами: "Все буде Україна!" 

## Загибель
Богдан Кріль загинув 8 травня 2022 року внаслідок влучання авіабомби в бункер з пораненими українськими бійцями на заводі «Азовсталь» під час оборони Маріуполя. Нагороджений орденом «За мужність» III ступеня (посмертно). 20 травня 2023 відбувся чин похорону у Львові, похований на Марсовому полі (Личаківський військовий цвинтар).

## Вшанування пам'яті
12 червня 2025 року на сесії Львівської міської ради ухвалили рішення про перейменування частини вулиці Тролейбусної на вулицю Богдана Кріля.